# ケルテース・イムレ
ケルテース・イムレ（Kertész Imre、1929年11月9日 - 2016年3月31日）は、ハンガリー・ブダペスト生まれのユダヤ系ハンガリー人、小説家、ホロコースト生還者。

## 来歴・人物
1944年、アウシュヴィッツ＝ビルケナウ強制収容所に送還され、のちにブーヘンヴァルト強制収容所に移送される。生還後、高校を卒業して新聞社、工場労働者などを経て、1953年からはフリーランスの作家・翻訳家となる。
最初の小説でホロコーストの体験をもとに描き出した自伝的小説『運命ではなく』では、ドイツ、フランス、アメリカを中心に高い評価を受ける。他の作品として、『挫折』(1988)、『生まれなかった子のためのカディッシュ』(1990)などがある。ニーチェやエリアス・カネッティなどドイツ文学の翻訳も手がける。2000年にヴェルト文学賞、2002年にノーベル文学賞受賞。
ケルテース・イムレにノーベル文学賞の受賞が決定した際、本国ではイムレが無名であったために、同姓の作家ケルテース・アーコシュの作品も相乗効果で売れたというエピソードがある。

## 邦訳作品
- 『運命ではなく』岩崎悦子訳、国書刊行会、2003年7月

## 著作
- 『運命ではなく』Sorstalanság, 1975. (De skæbneløse)
- A nyomkeresö, 1977.
- 『挫折』A kudarc, 1988.
- 『生まれなかった子のためのカディッシュ』 Kaddis a meg nem született gyermekért, 1990. (Kaddish for et ufødt barn)
- Az angol lobogó, 1991.
- 『ガレー船日記』Galyanapló, 1992.
- A holocaust mint kultúra: három elöadás, 1993.
- Jegyzökönyv, 1993.
- Valaki más: a változás krónikája, 1997.
- A gondolatnyi csend, amíg kivégzöosztag újratölt, 1998.
- A számüzött nyelv, 2001.